# Gare de Ternopil
La gare de Ternopil (en ukrainien : Тернопіль (станція)) est une gare ferroviaire située dans la ville de Ternopil en Ukraine.

## Situation ferroviaire
La gare est exploitée par Lviv Railways, partie de Ukrzaliznytsia.

## Histoire
Elle ouvre en 1870 par la création de la ligne Chemin de fer de Galicie.

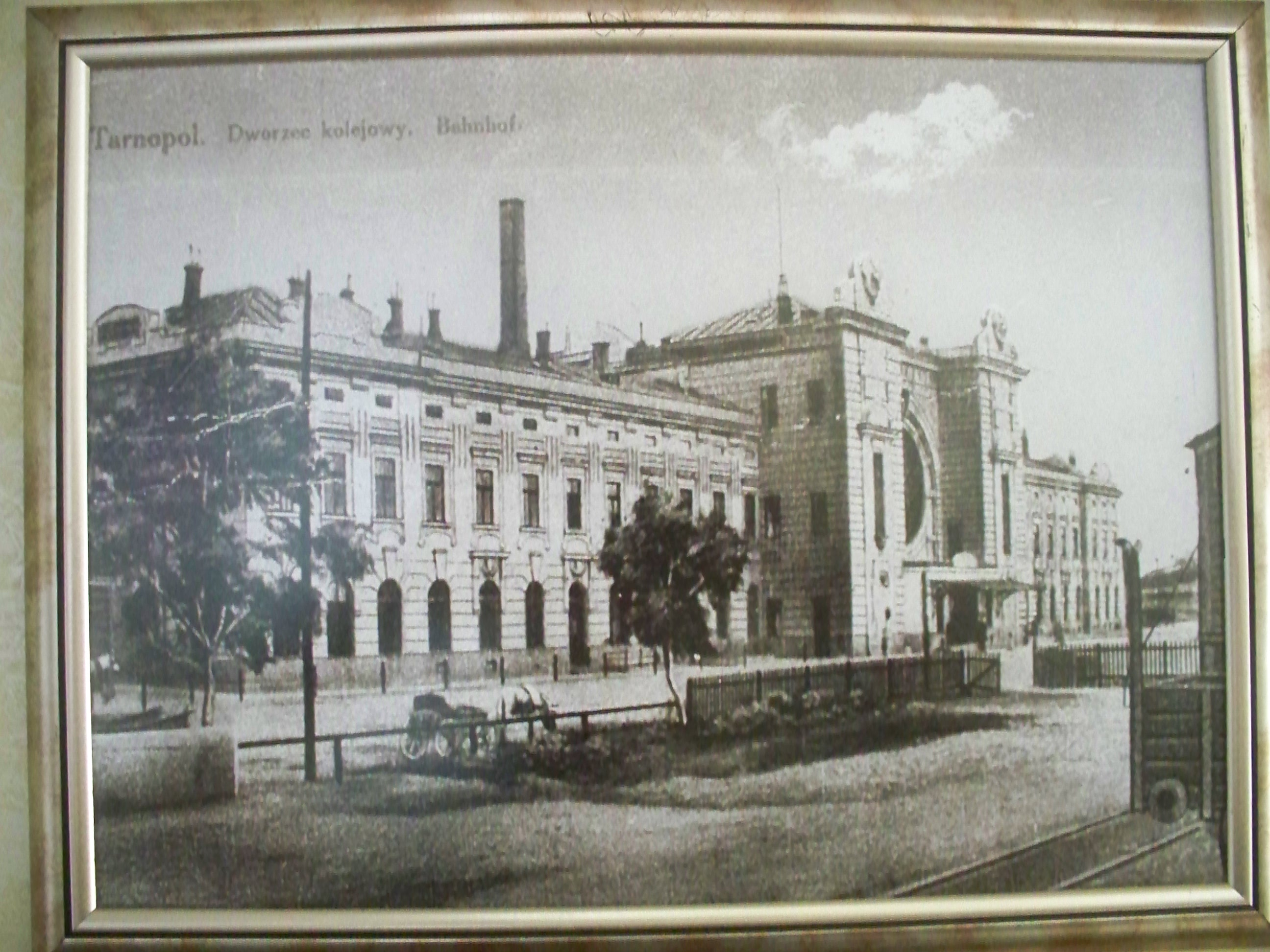
Sur une vue ancienne.

## Service des voyageurs

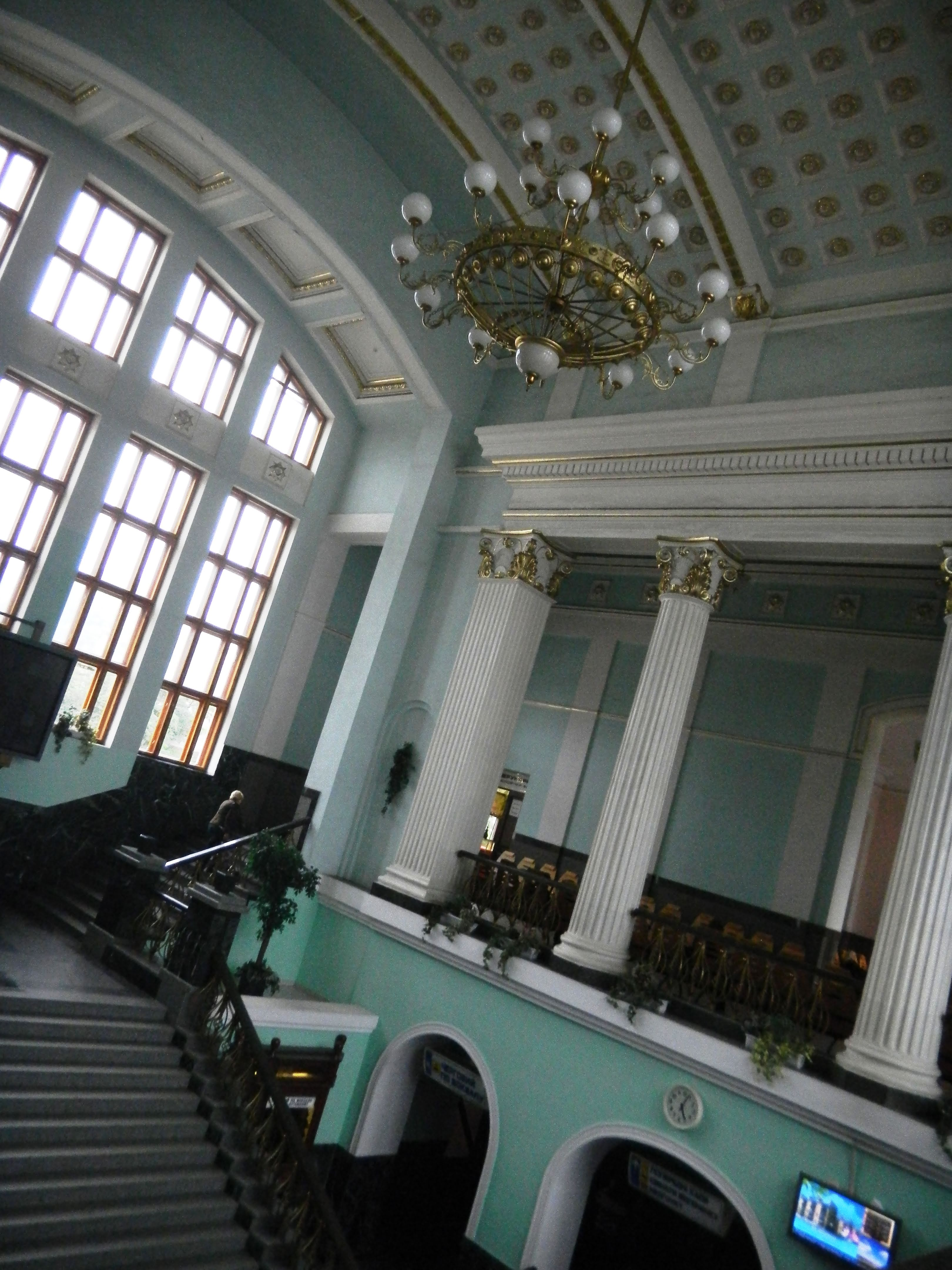
Hall.
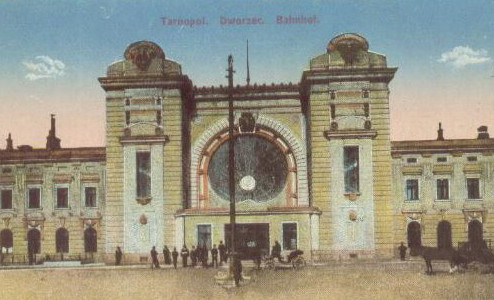
Façade en 1914.
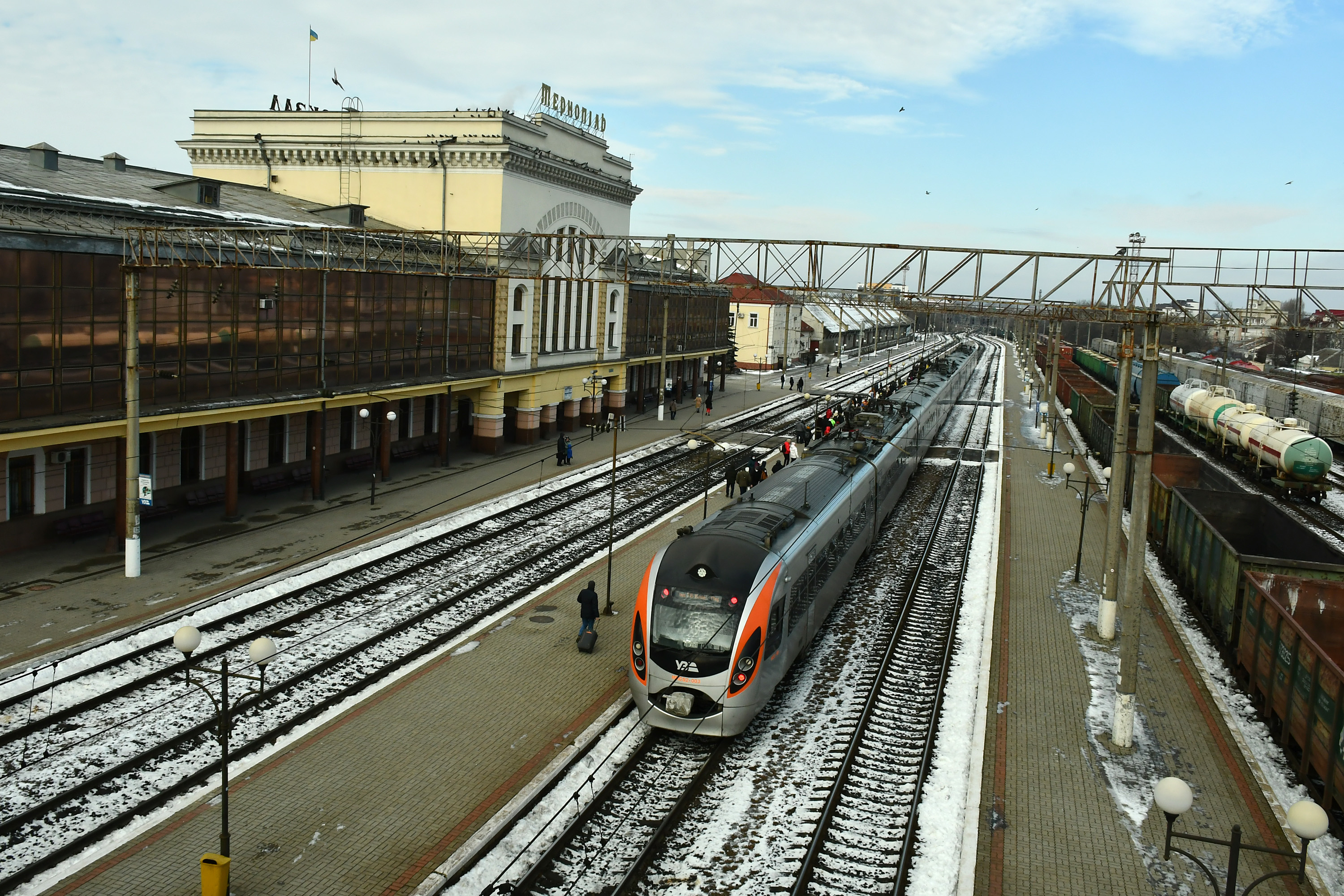
Voies.